# Fase de Classificació de la Copa del Món de Rugbi 2015-Oceania
La zona oceànica de classificació per a la Copa del Món de Rugbi de 2015 estava formada per 5 equips que competien per un lloc per a la fase final d'Anglaterra i sense possibilitat de jugar la repesca.

## Format
El format de la zona oceànica, el FORU Oceania Cup de 2013 suposava la primera ronda del torneig i que el guanyador d'aquesta primera ronda s'enfontraria contra Fiji a partit únic per dirimir qui obtenia la plaça per la Copa del Món de rugbi de 2015.

## Participants
Els equips participants en aquesta fase de classificació foren (Entre parèntesis el rànquing IRB):
- Illes Cook (54)
- Fiji (14)
- Papua Nova Guinea (49)
- Salomó (70)
- Tahití (86)

### Seleccions classificades
I es classificaren les següents seleccions:
- Austràlia (Classificació Automàtica)
- Nova Zelanda (Classificació Automàtica)
- Samoa (Classificació Automàtica)
- Tonga (Classificació Automàtica)
- Fiji (Oceania 1)

## Ronda 1
La primera ronda de la fase de classificació consistia en una lliga a doble volta que coincidia amb la celebració de FORU Oceania Cup de 2013.
| Posició | Equip             | Jugats | Guanyats | Empats | Perduts | Punts a Favor | Punts en Contra | Diferència | Punts de Bonus | Punts |
| --- | ----------------- | ------ | -------- | ------ | ------- | ------------- | --------------- | ---------- | -------------- | ----- |
| 1 | Illes Cook        | 3      | 3        | 0      | 0       | 116           | 48              | +68        | 3              | 15    |
| 2 | Papua Nova Guinea | 3      | 2        | 0      | 1       | 99            | 93              | +6         | 4              | 12    |
| 3 | Salomó            | 3      | 1        | 0      | 2       | 57            | 90              | –33        | 1              | 5     |
| 4 | Tahití            | 3      | 0        | 0      | 3       | 59            | 100             | –41        | 3              | 3     |
| Actualització: 13 de juliol de 2013 Font: oceaniarugby.com Arxivat 2015-03-16 a Wayback Machine. El campió(en verd) es classifica per la ronda 2. |                   |        |          |        |         |               |                 |            |                |       |

| Illes Cook | 38–5    | Tahití | 6 de juliol de 2013 13:00 AEST (UTC+10) - Lloyd Robson Oval, Port Moresby Assistència: 4,000 espectadors Àrbitre: Sam Tuidraki (Fiji) |
|            | [Fitxa] |        | 6 de juliol de 2013 13:00 AEST (UTC+10) - Lloyd Robson Oval, Port Moresby Assistència: 4,000 espectadors Àrbitre: Sam Tuidraki (Fiji) |

| Papua Nova Guinea | 29–22   | Salomó | 6 de juliol de 2013 15:15 AEST (UTC+10) - Lloyd Robson Oval, Port Moresby Assistència: 6,000 espectadors Àrbitre: Kaveni Talemaivalagi (Fiji) |
|                   | [Fitxa] |        | 6 de juliol de 2013 15:15 AEST (UTC+10) - Lloyd Robson Oval, Port Moresby Assistència: 6,000 espectadors Àrbitre: Kaveni Talemaivalagi (Fiji) |

| Salomó | 12–39   | Illes Cook | 9 de juliol de 2013 13:00 AEST (UTC+10) - Lloyd Robson Oval, Port Moresby Assistència: 1,000 espectadors Àrbitre: Kaveni Talemaivalagi (Fiji) |
|        | [Fitxa] |            | 9 de juliol de 2013 13:00 AEST (UTC+10) - Lloyd Robson Oval, Port Moresby Assistència: 1,000 espectadors Àrbitre: Kaveni Talemaivalagi (Fiji) |

| Papua Nova Guinea | 39–32   | Tahití | 9 de juliol de 2013 15:15 AEST (UTC+10) - Lloyd Robson Oval, Port Moresby Assistència: 3,000 espectadors Àrbitre: James Bolabiu (Fiji) |
|                   | [Fitxa] |        | 9 de juliol de 2013 15:15 AEST (UTC+10) - Lloyd Robson Oval, Port Moresby Assistència: 3,000 espectadors Àrbitre: James Bolabiu (Fiji) |

| Salomó | 23–22   | Tahití | 13 de juliol de 2013 13:00 AEST (UTC+10) - Lloyd Robson Oval, Port Moresby Assistència: 3,000 espectadors Àrbitre: James Bolabiu (Fiji) |
|        | [Fitxa] |        | 13 de juliol de 2013 13:00 AEST (UTC+10) - Lloyd Robson Oval, Port Moresby Assistència: 3,000 espectadors Àrbitre: James Bolabiu (Fiji) |

| Papua Nova Guinea | 31–37   | Illes Cook | 13 de juliol de 2013 15:15 AEST (UTC+10) - Lloyd Robson Oval, Port Moresby Assistència: 7,000 espectadors Àrbitre: Sam Tuidraki (Fiji) |
|                   | [Fitxa] |            | 13 de juliol de 2013 15:15 AEST (UTC+10) - Lloyd Robson Oval, Port Moresby Assistència: 7,000 espectadors Àrbitre: Sam Tuidraki (Fiji) |

## Ronda 2
Fiji bat a les Illes Cook a la final i es classifica per la fase final de la Copa del Món de Rugbi de 2015
| Fiji | 108–6   | Illes Cook                 | 28 de juny de 2014 15:00 FJT (UTC+12) - Churchill Park, Lautoka Assistència: 2760 espectadors Àrbitre: Nick Briant (Nova Zelanda) |
| Assaigs: Talebula (2) 1' m, 72' c Kenatale 28' c Tikoirotuma 30' c Nadolo (3) 32' m, 42' c, 52' c Votu 37' m Qera 49' m Delai (2) 60' c, 77' m Atalifo 65' c Matawalu (2) 68' c, 79' m Nagusa (2) 70' c, 80+4' m Waqaniburotu 75' c Con.: Nadolo (3/6) 29', 31', 53' Ralulu (7/10) 43', 61', 66', 69', 71', 73', 76' Naikatini (0/1) Drop: Talebula (1/1) 63' | [Fitxa] | Pen.: Vaevae (2/2) 5', 21' | 28 de juny de 2014 15:00 FJT (UTC+12) - Churchill Park, Lautoka Assistència: 2760 espectadors Àrbitre: Nick Briant (Nova Zelanda) |

| FB             | 15 | Metuisela Talebula     |  |     |
| RW             | 14 | Waisea Nayacalevu      |  |     |
| OC             | 13 | Asaeli Tikoirotuma     |  | 66' |
| IC             | 12 | Nemani Nadolo          |  | 53' |
| LW             | 11 | Watisoni Votu          |  |     |
| FH             | 10 | Jonetani Ralulu        |  |     |
| SH             | 9  | Nemia Kenatale         |  | 40' |
| N8             | 8  | Akapusi Qera (c)       |  |     |
| OF             | 7  | Malakai Ravulo         |  | 70' |
| BF             | 6  | Dominiko Waqaniburotu  |  |     |
| RL             | 5  | Apisai Naikatini       |  |     |
| LL             | 4  | Apisalome Ratuniyarawa |  | 40' |
| TP             | 3  | Manasa Saulo           |  | 56' |
| HK             | 2  | Sunia Koto             |  | 45' |
| LP             | 1  | Campese Ma'afu         |  | 45' |
| Substitucions: |    |                        |  |     |
| HK             | 16 | Viliame Veikoso        |  | 45' |
| PR             | 17 | Jerry Yanuyanutawa     |  | 45' |
| PR             | 18 | Leroy Atalifo          |  | 56' |
| LK             | 19 | Rupeni Nasiga          |  | 40' |
| LK             | 20 | Leone Nakarawa         |  | 70' |
| SH             | 21 | Nikola Matawalu        |  | 40' |
| CE             | 22 | Adriu Delai            |  | 53' |
| FB             | 23 | Timoci Nagusa          |  | 66' |
| Entrenador:    |    |                        |  |     |
| John McKee     |    |                        |  |     |

| FB             | 15 | Chay Raui          |  | 61' |
| RW             | 14 | James Iopu-Johnson |  |     |
| OC             | 13 | Joel Rapana        |  |     |
| IC             | 12 | James Raea         |  |     |
| LW             | 11 | Ioane Ioane        |  | 70' |
| FH             | 10 | Sam Vaevae         |  | 57' |
| SH             | 9  | Daniel Devereaux   |  | 50' |
| N8             | 8  | Stephen Setephano  |  |     |
| OF             | 7  | Nick Connal        |  |     |
| BF             | 6  | Kima Iosua         |  |     |
| RL             | 5  | Simon Marcel       |  |     |
| LL             | 4  | Bon Maui           |  | 69' |
| TP             | 3  | Stan Wright (c)    |  | 73' |
| HK             | 2  | Francis Smith      |  | 71' |
| LP             | 1  | AJ Campbell        |  | 53' |
| Substitucions: |    |                    |  |     |
| HK             | 16 | Jacob Marsters     |  | 69' |
| PR             | 17 | Chris Iosua        |  | 53' |
| PR             | 18 | Mathew Mullany     |  | 73' |
| LK             | 19 | Iro Teariki        |  | 71' |
| N8             | 20 | Mark Ioane         |  | 61' |
| SH             | 21 | Andrew Putairi     |  | 50' |
| FH             | 22 | Reece Joyce        |  | 57' |
| WG             | 23 | Louis Makere       |  | 70' |
| Entrenador:    |    |                    |  |     |
| Barry George   |    |                    |  |     |

| FB             | 15 | Metuisela Talebula     |  |     |
| RW             | 14 | Waisea Nayacalevu      |  |     |
| OC             | 13 | Asaeli Tikoirotuma     |  | 66' |
| IC             | 12 | Nemani Nadolo          |  | 53' |
| LW             | 11 | Watisoni Votu          |  |     |
| FH             | 10 | Jonetani Ralulu        |  |     |
| SH             | 9  | Nemia Kenatale         |  | 40' |
| N8             | 8  | Akapusi Qera (c)       |  |     |
| OF             | 7  | Malakai Ravulo         |  | 70' |
| BF             | 6  | Dominiko Waqaniburotu  |  |     |
| RL             | 5  | Apisai Naikatini       |  |     |
| LL             | 4  | Apisalome Ratuniyarawa |  | 40' |
| TP             | 3  | Manasa Saulo           |  | 56' |
| HK             | 2  | Sunia Koto             |  | 45' |
| LP             | 1  | Campese Ma'afu         |  | 45' |
| Substitucions: |    |                        |  |     |
| HK             | 16 | Viliame Veikoso        |  | 45' |
| PR             | 17 | Jerry Yanuyanutawa     |  | 45' |
| PR             | 18 | Leroy Atalifo          |  | 56' |
| LK             | 19 | Rupeni Nasiga          |  | 40' |
| LK             | 20 | Leone Nakarawa         |  | 70' |
| SH             | 21 | Nikola Matawalu        |  | 40' |
| CE             | 22 | Adriu Delai            |  | 53' |
| FB             | 23 | Timoci Nagusa          |  | 66' |
| Entrenador:    |    |                        |  |     |
| John McKee     |    |                        |  |     |

| FB             | 15 | Chay Raui          |  | 61' |
| RW             | 14 | James Iopu-Johnson |  |     |
| OC             | 13 | Joel Rapana        |  |     |
| IC             | 12 | James Raea         |  |     |
| LW             | 11 | Ioane Ioane        |  | 70' |
| FH             | 10 | Sam Vaevae         |  | 57' |
| SH             | 9  | Daniel Devereaux   |  | 50' |
| N8             | 8  | Stephen Setephano  |  |     |
| OF             | 7  | Nick Connal        |  |     |
| BF             | 6  | Kima Iosua         |  |     |
| RL             | 5  | Simon Marcel       |  |     |
| LL             | 4  | Bon Maui           |  | 69' |
| TP             | 3  | Stan Wright (c)    |  | 73' |
| HK             | 2  | Francis Smith      |  | 71' |
| LP             | 1  | AJ Campbell        |  | 53' |
| Substitucions: |    |                    |  |     |
| HK             | 16 | Jacob Marsters     |  | 69' |
| PR             | 17 | Chris Iosua        |  | 53' |
| PR             | 18 | Mathew Mullany     |  | 73' |
| LK             | 19 | Iro Teariki        |  | 71' |
| N8             | 20 | Mark Ioane         |  | 61' |
| SH             | 21 | Andrew Putairi     |  | 50' |
| FH             | 22 | Reece Joyce        |  | 57' |
| WG             | 23 | Louis Makere       |  | 70' |
| Entrenador:    |    |                    |  |     |
| Barry George   |    |                    |  |     |

| Jutges de línia: Shane McDermott (Nova Zelanda) Ed Martin (Austràlia) |